# Antopolis
Antopolis – dawna wieś na Litwie, w okręgu uciańskim, w rejonie jezioroskim, w gminie Turmont.

## Historia
Miejscowość została wymieniona w polskim spisie ludności z 1921 roku jako folwark Antopol, choć nie leżała w granicach Polski. Według tegoż spisu zamieszkiwało tu 16 osób, 3 były wyznania rzymskokatolickiego a 13 staroobrzędowego. Jednocześnie 3 mieszkańców zadeklarowało polską przynależność narodową a 13 rosyjską. Był tu 1 budynek mieszkalny. Litewski spis z 1923 roku podawał, że folwark liczył 9 mieszkańców i obejmował 2 budynki.
W 1959 roku wieś liczyła 8 mieszkańców, w 1970 roku – 5 mieszkańców. Miejscowość została zlikwidowana w 1986 roku.